# Arachosinella
Arachosinella là một chi nhện trong họ Linyphiidae.